# Бишоп, Морис Руперт
Морис Руперт Бишоп (англ. Maurice Rupert Bishop; 29 мая 1944, остров Аруба, Нидерландские Антильские острова, — 19 октября 1983, Форт-Руперт, Сент-Джорджес, Гренада) — политический деятель Гренады, лидер партии Новое движение ДЖУЭЛ — Совместные усилия в области социального обеспечения, образования и освобождения, пришедший к власти в ходе революционного переворота 13 марта 1979 года. Глава Народного революционного правительства Гренады в 1979— 1983 годах. Смещён с поста и расстрелян в ходе переворота.

## Биография
В некоторых источниках можно встретить утверждения, что он имел сан епископа. Это недоразумение вызвано небрежностью перевода англоязычных текстов и тем, что в английском языке слово bishop означает «епископ». Чтобы стать епископом, ему пришлось бы в юности посвятить себя церковной карьере, в то время как он изучал юриспруденцию, а затем занимался политической деятельностью. Противоречили католицизму и марксистские убеждения политика.
Его родители Руперт и Элмент Бишоп (англ. Alimenta Bishop), прибыли сюда на заработки из расположенной к северо-востоку британской островной колонии Гренада. Отец, Руперт Бишоп был рабочим, зарабатывал всего 5 английских пенсов в день и, в конце 1930-х годов, чтобы улучшить своё материальное положение, как и многие другие гренадцы, отправился на нефтепромыслы острова Аруба. Вскоре на Арубу перебралась и его жена Элмент.

### Детство и юность
До шести лет он рос и воспитывался на Арубе вместе с двумя старшими сёстрами — Энн и Моран, а в 1950 году его отец, скопивший небольшой капитал, вернулся с семьёй на Гренаду и открыл небольшую торговую лавку в Сент-Джорджесе. В итоге сын был отправлен на учёбу в начальную школу Уэсли (англ. Wesley Hall Primary School). После годичного обучения, в 1951 году он был переведён в Римско-католическую начальную школу Сент-Джордж (или Святого Георгия, англ. St. George's Roman Catholic Primary School). В школе он постоянно подвергался насмешкам из-за своего высокого роста: в 9 лет он выглядел как 17-летний. Поскольку он был единственным сыном в семье, отец уделял его воспитанию много времени и стремился жёсткими методами приспособить сына к реалиям жизни. Когда у него появилась возможность оплачивать учёбу сына в старших классах, Руперт потребовал от него любой ценой заработать себе стипендию. Хорхе Луна описывает такой случай:
Однажды Морис вернулся после окончания семестра с отличными отметками: 95 баллов из 100. Отец спросил его: «А где же остальные пять?» И тут же пять раз ударил удивлённого сына по рукам. Впоследствии, когда семья Бишопов купила автомобиль, Руперт отказался подвозить сына в школу. «Если другие ходят пешком, — говорил он, — то и ты должен ходить.

В 1957 году он окончил школу и получил одну из четырёх государственных стипендий для учёбы в столичном колледже «Roman Catholic Presentation Brothers' College», находившимся под опекой католической церкви. В колледже активно включился в общественную жизнь: избирался президентом студенческого совета, президентом дискуссионного клуба и общества по изучению истории, был редактором студенческой газеты «Students voice», активно занимался различными видами спорта. «Здесь у меня появился большой интерес к политике, истории и социологии»  — позднее вспоминал сам Бишоп. В результате ему удалось наладить контакты с молодёжью из англиканского колледжа Grenada Boys Secondary School, в то время, как между этими учебными заведениями традиционно существовала конкуренция, переходившая временами во вражду. Он был горячим сторонником созданной в 1958 году Федерации Вест-Индии и идей «карибского национализма». Большой интерес вызвала у него и произошедшая в 1959 году Кубинская революция. Бишоп вспоминал: 
В действительности для нас не имело значения то, что мы слышали по радио или читали в колониальной печати. Для нас всё сводилось к героизму, мужеству и легендарному подвигу Фиделя Кастро, Че Гевары… Ничего не могло затмить этот аспект кубинской революции.
 В те же годы у него и его соратников проявился интерес к чтению трудов Кваме Нкрумы и Франца Фанона. В 1962 году. Морис Бишоп окончил колледж с золотой медалью за выдающиеся способности (англ. Outstanding academic and overall ability).

### Приобщение к политике и учёба в Англии
Незадолго до окончания учёбы, в начале 1962 года, он вместе с молодёжным лидером из Grenada Boys Secondary School Бернардом Кордом создали «Ассамблею молодых борцов за истину» (англ. Grenada Assembly of Youth After Truth), призванную привлечь молодёжь острова к политической жизни и обсуждению насущных проблем страны. Участники этой группы собирались по пятницам на главной площади Сент-Джорджеса и устраивали открытые политические диспуты, в которые вовлекали жителей города. И друзья, и враги отмечали его харизму и хорошие ораторские способности, умелое использование в речах элементов юмора. Однако через девять месяцев он и другие руководители Ассамблеи разъехались для обучения в университетах Европы и США, и деятельность группы прекратилась. В декабре 1963 года в возрасте 19 лет он приехал в Лондон, чтобы изучать право в Холборнском колледже Лондонского университета, а Корд отправился в США, изучать экономику в университете Брандейса. В Лондоне он также поступил в аспирантуру Королевского колледжа и достиг университетской степени L.L.B. в Грейс-Инн, одном из четырёх судебных иннов, принимавших студентов, стремившихся стать адвокатами. В 1966 году он получил право адвокатской практики. При этом нередко подрабатывал в Лондоне почтальоном или упаковщиком овощей. Не оставляя общественной деятельности, в 1963—1966 годах он избирался президентом ассоциации студентов университета в Холборне, а в 1967 году возглавил ассоциацию студентов Королевского колледжа. Параллельно с учёбой изучал историю Гренады, уделяя особое внимание руководителю восстания 1795 года Жюльену Федону и другим антибританским выступлениям. Он также был активным участником основанных в 1964 году Постоянной конференции Вест-Индских организаций и Кампании против расовой дискриминации (англ. Campaign Against Racial Discrimination (CARD)). Из Великобритании ему удалось совершать поездки в социалистическую Чехословакию и Германскую Демократическую Республику.
В тот период он познакомился с трудами К. Маркса, В. И. Ленина, И. В. Сталина, Мао Цзэдуна, но особое впечатление произвели на него книги Джулиуса Ньерере — изданная в 1968 году Оксфордским университетом работа «Уджамаа: размышления о социализме» и Арушская декларация 1967 года. В 1967—1969 годах он работал над диссертацией «Конституционное развитие Гренады», однако оставил работу из-за разногласий с научным руководителем в оценке волнений 1951 года. В 1969 году получил диплом юриста и в том же году стал одним из основателей бюро правовой помощи Вест-Индского сообщества «Legal aid clinic» в лондонском квартале Ноттинг-Хилл-гейт. Однако это была скорее добровольная благотворительная деятельность — основным источником доходов для Бишопа стала официальная должность ревизора дополнительных налогов на британской государственной службе. В этот период он, в переписке с друзьями, разработал двухлетний план своей деятельности после возвращения на Гренаду. План предусматривал его временный отказ от участия в политической деятельности, работу адвокатом и поиск новых людей для создания в будущем организации, способной взять власть на острове.

### Возвращение на Гренаду
В марте 1970 года уволившийся с работы М. Бишоп после короткой остановки на Тринидаде вернулся на Гренаду после 7 лет учёбы. Несмотря на планировавшийся отказ от политики, он провёл 10 мая 1970 года демонстрацию в поддержку антиправительственного студенческого движения на Тринидаде, до сентября того же года поддерживал активные связи с Тринидадским объединённым национальным комитетом действия, а в декабре вместе с Юнисоном Уайтменом участвовал в политической конференции на Сент-Люсии, где познакомился с будущим министром иностранных дел Сент-Люсии Джорджем Одлумом и лидером Рабочей партии Ямайки Тревором Мунро. Позже примкнул к молодёжной группе «Форум», развернувшей свою деятельность на Гренаде, Сент-Люсии и Сент-Винсенте. Участвовал в организованных «Форумом» немногочисленных маршах протеста, чем вызвал гнев отца, который считал, что сын получал образование не для подобной деятельности.

### Бишоп и движение медсестёр
В ноябре 1970 года медсёстры госпиталя Сент-Джорджеса вышли на демонстрацию с требованием улучшить условия содержания больных. Глава гренадского правительства Эрик Гейри приказал уволить медсестёр, что вызвало демонстрации солидарности и цепную реакцию увольнений и выступлений протеста. Бишоп и будущий член Политбюро ЦК Нью-ДЖУЭЛ адвокат Кенрик Рэдикс взялись за защиту прав медсестёр, разместив свой юридический офис на Кокроач-Аллее (англ. Cockroach Alley — Тараканий переулок). В начале декабря прошёл марш солидарности, после которого силы безопасности арестовали около 40 человек. Ему и ещё 5 арестованным были предъявлены обвинения в организации беспорядков, однако для защиты обвиняемых из стран Карибского бассейна съехались 10 известных адвокатов и обвиняемые были освобождены под залог после семи месяцев судебного разбирательства.

### Новое движение ДЖУЭЛ
В марте 1972 года его давний друг Юнисон Уайтмэн, безуспешно пытавшийся выступить на выборах против Эрика Гейри, основал в приходской церкви Св. Давида в Сент-Джорджесе организацию «Объединённый поход за благосостояние, образование и освобождение» (англ.  Joint Endeavour for Welfare, Education, and Liberation) аббревиатура которого — JEWEL — означала «драгоценный камень». Организация занималась развитием кооперативного движения, социальным развитием, организацией культурной и спортивной деятельности в прилегающем районе, вскоре стала популярной и распространила свою деятельность на другие населённые пункты. В октябре того же года Морис Бишоп и его сторонники основали «Движение народных ассамблей» (англ.  Movement for Assemblies of the People (MAP)), которое вскоре стало тесно сотрудничать с ДЖУЭЛ Уайтмэна. В январе 1973 года оба движения совместно организовали кампанию осуждения лорда Браунлоу, закупившего часть гренадских пляжей и начавшего их огораживание. В ходе кампании, руководителями которой стали Бишоп и Рэдикс, лорд был заочно судим народным трибуналом, а обвинения в покушении на частную собственность оспорены в суде.
11 марта 1973 года, после двухдневного заседания актива, организации Бишопа и Уайтмэна объединились в Новое движение ДЖУЭЛ (NJM), которое ставило перед собой задачу взять власть в стране для осуществления революционных преобразований. Морис Бишоп и Юнисон Уайтмэн стали координационными секретарями движения. В движение вступили также представители ортодоксально-коммунистической марксистско-ленинской Организации революционного образования и освобождения (OREL) — Лиэм Джеймс, Эварт Лэйн, Леон Корнуолл, впоследствии Бернард Корд, Хадсон Остин. OREL составила в NJM устойчивую фракцию с сильными позициями, поскольку контролировала силовые структуры движения.

### Конгресс народа
В июне того же года Нью-ДЖУЭЛ, в преддверии получения Гренадой независимости, провело Конвент народа за независимость, а 4 ноября 1973 года в Гренвилле — Конгресс народа, который осудил Эрика Гейри за 27 преступлений экономического и социального порядка и потребовал его отставки в течение двух недель. Конгресс сформировал Совет национального единства из 23 человек, который должен был исполнять функции правительства Гренады до новых выборов. Был выдвинут лозунг «Станем свободными в 1973 году!» и издан манифест «За власть народа и за подлинную независимость», в котором говорилось:
Когда правительство перестаёт служить народу и начинает грабить и эксплуатировать его, народ имеет право заменить это правительство любым способом, который сочтёт необходимым
Вскоре Эрик Гейри выступил по радио и заявил:
Мы приведём в чувство мятежников из Нью-ДЖУЭЛ и очень быстро заставим их очнуться ото сна. Мы выдвинем против них обвинения по 54 статьям, включая обвинение в предательстве и подстрекательстве.

### Гренадское «кровавое воскресенье»
18 ноября 1973 года он вместе с другими руководителями «Нью-ДЖУЭЛ» на двух машинах выехал из Сент-Джорджеса в Гренвилл, где в кинотеатре «Делюкс» должна была состояться их встреча с предпринимателями города. Однако в районе вулкана Гранд-Этан кортеж Бишопа начали преследовать машины полиции, а в Гренвилле встретили наряды сил безопасности. В ходе шумной операции по захвату руководителей «Нью-ДЖУЭЛ», которой руководил помощник начальника полиции Айнесент Белмар, Бишоп и его товарищи были схвачены и избиты боевиками «Банды мангустов». В тюрьме у них были демонстративно сбриты бороды, там же обнаружилось, что у Бишопа сломана челюсть. Всего было арестовано 9 человек. Эти события получили на Гренаде название «Кровавого воскресенья» (англ. Bloody Sunday).

### «Кровавый понедельник»
После освобождения он выехал на Барбадос, где ему были сделаны две операции, однако Нью-Джуэл продолжило организовывать выступления против режима Гейри.
21 января 1974 года, вернувшись на Гренаду, принял участие в массовой демонстрации в Сент-Джорджесе. Около полудня, когда шествие было завершено, а Бишоп выступал с трибуны на набережной, на возвращавшихся по домам демонстрантов было совершено нападение в районе отеля «Отуэйс хаус». Сторонники Эрика Гейри начали забрасывать их камнями и бутылками с лимонадом, а полиция и силы безопасности применили слезоточивый газ. В дверях отеля выстрелом из винтовки был убит отец Мориса Бишопа Рупер Бишоп, пытавшийся увести женщин и детей с места столкновений. Эти события получили на Гренаде название «Кровавого понедельника» (англ. Bloody Monday). Бишоп позднее признавал, что после «Кровавого понедельника» руководство Нью-ДЖУЭЛ пустило  «всё на самотёк»  и потеряло контроль над движением.  «Мы также поняли, что оказались тогда неспособны руководить рабочим классом» , писал он, указывая на то, что партия не имела влияния ни в рабочих профсоюзах городов, ни в сельской местности, где население полностью поддерживало Гейри. Бишоп и его соратники пересмотрели свои установки и разработали новую стратегию, сосредоточив усилия не на агитации и мобилизации населения на антиправительственные выступления, а на организации партийных групп и ячеек.

### Странный заговор в День независимости
6 февраля 1974 года, за сутки до провозглашения Гренады независимым государством, он был арестован по обвинению в подготовке вооружённого антиправительственного заговора и помещён в тюрьму Форт-Джордж. Полиция заявила, что при обыске в доме Бишопа были найдены оружие, боеприпасы, снаряжение и униформа, сделанная в Денгрии (в отчёте страной изготовления униформы была указана Dungaria, вероятно, вместо Hungary). Помимо этого было заявлено, что в руки полиции попал план убийства Эрика Гейри в ночном клубе, а также схемы партизанских лагерей и списки будущих повстанцев. Однако уже 8 февраля 1974 года Бишоп был освобождён под залог, вскоре уехал в США, затем вернулся на Гренаду, а 26 — 29 марта 1974 года участвовал в совещании Регионального руководящего комитета Панафриканского конгресса в Гайане. Он не лишился и адвокатской практики, 4 — 7 октября 1974 года участвуя в рассмотрении дела Десмонда «Рас Кабинды» Троттера и Роя Мазона, обвиняемых в убийстве американского туриста. В октябре того же года он выезжал на Тринидад, где участвовал в семинаре «Фашизм: Карибская реальность?», организованном профсоюзом нефтяников, а в ноябре Нью-ДЖУЭЛ создало Ассоциацию дружбы «Куба-Гренада».

### Депутат и нелегал
В конце ноября 1975 года Нью-ДЖУЭЛ вошло в состав предвыборного Народного альянса, который на парламентских выборах 7 декабря 1976 года получил 6 из 15 мест в парламенте. М. Бишоп стал депутатом от Юго-восточного района Сен-Джорджеса и главой парламентской фракции оппозиции, Ю. Уайтмэн и Б. Корд заняли ещё два депутатских кресла. В мае 1977 года по приглашению кубинского Института дружбы между народами Бишоп и Уайтмэн посетили Кубу, где заявили на страницах журнала «Боэмия»:
Социализм — вот какое будущее нам хотелось бы видеть на Гренаде. Империализм предпримет экономическое и политическое давление на Гренаду, если она попытается разорвать опутывающие её цепи без посторонней поддержки социалистических стран. Но, несмотря на все трудности, мы оптимистически оцениваем перспективы социальной революции на Гренаде.
В январе 1978 года был застрелен организатор «кровавого воскресенья» 1973 года А. Белмар, в убийстве которого власти обвинили Нью-ДЖУЭЛ. Однако партия в парламенте и на массовых митингах отрицала свою причастность к этому акту, а Бишоп в качестве адвоката добился оправдания активистов партии, арестованных по подозрению в организации убийства.
В середине 1977 года руководство Нью-ДЖУЭЛ приступило к полулегальным мероприятиям по организационному укреплению партии и расширению её рядов. Был создан подпольный военный комитет, занявшийся подготовкой вооружённого свержения режима Гейри, а в конце 1978 года Нью-ДЖУЭЛ вышло из Народного альянса, обвинив ряд его лидеров в сотрудничестве с правящим режимом.
Вечером 12 марта 1979 года Мю Бишоп и ряд руководителей Нью-Джуэл тайно прибыли в поместье Гранд Анс в окрестностях столицы, где их ждали около 50 вооружённых сторонников. В 4 часа утра они приступили к вооружённому захвату власти.

### Гренадская революция. Премьер-министр Гренады
В ходе успешной военной операции, получившей кодовое название «Operation Apple» (Операция „Яблоко“), режим Э. Гейри, находившегося в отъезде, был свергнут. М. Бишоп стал главой Народно-революционного правительства, а 25 марта получил также посты министра обороны, министра внутренних дел, министра иностранных дел, министра безопасности, министра информации и культуры, а также министра по делам острова Карриаку (за остров отвечал подчинённый Бишопу секретарь по делам Карриаку Лайл Баллен). Бишоп также занял высший партийный пост Председателя Политбюро ЦК Нью-ДЖУЭЛ. Он же был провозглашён главнокомандующим Народно-революционных вооружённых сил, включавших Народно-революционную армию, Народно-революционную милицию, Народно-революционную полицию (создана на базе прежней полицейской службы) и Народно-революционную береговую охрану.
Он расположил свою резиденцию в бывшей гостинице «Батлер-хаус» (англ. Butler House), построенной в 1943 году, помимо этого занял три здания в центре Сент-Джорджеса и четыре квартиры в районе Карантинной станции. Его личная резиденция находилась в Mount Wheldale, рядом с домом Б. Корда и его жены Филлис. Бишоп наладил отношения с британским генерал-губернатором Полом Скуном — тот был лишён какого-либо политического влияния, но участвовал в официальных церемониях и играл в теннис с премьер-министром.
Правительство Бишопа начало реформы в самых различных областях, от реорганизации финансовой системы до организации кампаний по внедрению новшеств по борьбе с вредителями какао. В сельском хозяйстве было развёрнуто кооперативное движение и начали создаваться агропромышленные комплексы по производству пищевой продукции и госхозы, в которые направлялась безработная молодёжь. С помощью Кубы был сформирован рыболовный флот. Заработала программа расширения и стимулирования «народного туризма», предусматривавшая привлечение на Гренаду иностранных туристов с невысоким достатком. Для этой цели в ноябре 1979 года с помощью Кубы на Гренаде начали строительство международного аэропорта Пойнт-Селайнз. Нью-ДЖУЭЛ разворачивало в стране различные общественные кампании (по борьбе с неграмотностью, по уборке территорий и строительству общественных объектов и т. п.), в 1980 году была создана малочисленная пионерская организация. Расширялись связи с социалистическими странами, прежде всего с Кубой.
Несмотря на социальные достижения, экономические проблемы Гренады оставались крайне сложными. Документы министерства финансов, обнаруженные после свержения Народно-революционного правительства, свидетельствуют, что на последнем этапе правления марксистские лидеры Нью-ДЖУЭЛ вели переговоры с МВФ с целью получения экстренного займа. При этом правительство готово было на сокращение социальных расходов и увольнения госслужащих.

### Политические репрессии
Свержение режима Гейри, введение социальных программ вызвало, особенно на первых порах, широкий энтузиазм населения. Однако жёсткая централизация власти, государственный статус коммунистической идеологии, запрет оппозиции, экспроприации собственности спровоцировали рост недовольства. Для его подавления правительство Бишопа сформировало аппарат политических репрессий. Главную роль в нём играло армейское Управление специальных расследований (OSI), во главе которого стоял старший следователь Виктор Хазбендс. Курировал репрессивный аппарат командующий PRA генерал Хадсон Остин, специально изучавший во Вьетнаме опыт организации мест заключения. Большинство заключённых содержалось в тюрьме Ричмонд Хилл, реже – Хоуп Вэйл. Арестованные особой важности доставлялись в Форт-Руперт.
Представление о масштабах репрессий дают сохранившиеся документы OSI. Общая численность арестованных по политическим мотивам определяется в 543 человека. В сентябре 1981 года в тюрьмах единовременно находились 333 заключённых. Для страны, население которой составляло тогда около 90 тысяч человек, это было заметным количеством. Существуют оценки в 600 и даже 3330 репрессированных, но документами тогдашних гренадских властей они не подтверждаются.
Первоначально репрессиям подвергались полицейские режима Гейри и члены «Банды мангустов». Многие из арестованных были фермерами и бизнесменами, недовольными национализацией и коллективизацией. Впоследствии репрессировались оппозиционно настроенные лица, безотносительно к социальному положению. Основанием для ареста считалась формулировка «представляет угрозу для национальной безопасности». Изолировались и «обычные преступники» общеуголовного характера, обычно за кражи и наркоторговлю, но они часто рассматривались как «не представляющие серьёзной угрозы». Значительную часть политзаключённых составляли члены правящей партии, разошедшиеся с правительством (в том числе такие известные деятели, как литератор Стэнли Сайрус и бывший генеральный прокурор Ллойд Ноэл). Основаниями для ареста могли также стать «недонесение», «укрывательство» или просто «рекомендация полиции». Во многих случаях основания в документах не указаны вообще. В то же время, в тюрьмах отмечалась высокая текучесть, многие из задержанных быстро освобождались.
Последней вспышкой репрессий стали события октября 1983 года.

### Зарубежные поездки Мориса Бишопа
- Куба — сентябрь 1979 года;
- США — октябрь 1979 года;
- Венесуэла — ноябрь 1979 года (глава делегации)[30];
- Алжир, Сирия, Ливия, Ирак, Великобритания — январь 1980 года;
- Эквадор — март 1980 года[31];
- Мексика — сентябрь 1981 года[32];
- Венесуэла — март 1982 года;
- Франция — сентябрь 1982 года;
- Болгария и ГДР — июнь 1982 года[33];
- СССР — 26 — 31 июля 1982 года[34].
- КНДР — апрель 1983 года
- США — июнь 1983 года;
- Тринидад и Тобаго (участник 4-й встречи глав правительств стран Карибского сообщества в Порт-оф-Спейне) — июль 1983 года;
- Венгрия и Чехословакия — сентябрь 1983 года[35].

### Покушение 1980 года и конфликт с США
19 июня 1980 года на Бишопа было совершено покушение. После чествования памяти национального героя Гренады Алистера Строна, погибшего во время конфликта с полицией в 1974 году, в Королевском парке Сент-Джорджеса начался первый в истории Гренады военный парад, посмотреть на который собралось около 4000 человек. В 14:50 по местному времени рядом с центральной трибуной, на которой находились Морис Бишоп, генерал-губернатор Пол Скун и посол Кубы Хулиан Торрес Рисо, произошёл взрыв. Бетонный помост спас руководителей страны от гибели, но около 90 человек были ранены, погибли 13-летняя Лорин Филип и 23-летняя Лорис Хэмфри. В тот же день силы безопасности взяли штурмом дом бывшего служащего Революционной народной армии Стрэчена Филипа, обвинённого в организации покушения, и убили его. Морис Бишоп посетил раненых в госпитале, а затем выступил по радио с речью, в которой обвинил ЦРУ США в организации взрыва и в осуществлении плана «Пирамида», направленного на свержение гренадского режима. Бишоп говорил:
Наша революция — революция для бедняков, трудящихся, молодёжи, женщин, рабочих, для мелких и средних торговцев, крестьян, рыбаков. <…> Империализм напуган нашей революцией, он боится потерять свои прибыли, поскольку доллар — его единственный Бог. Он боится исторического примера гренадской революции, которая показывает, что может сделать маленькая бедная страна с небольшим населением и ограниченными ресурсами, когда её народ берёт в свои руки свою судьбу.
26 июня 1980 года 13-летняя Лорин Филипп была похоронена при огромном стечении народа. Её гроб, покрытый национальным флагом, несли Морис Бишоп и другие руководители страны. Бишоп заявил на траурной церемонии: «Теперь уже никто не может сомневаться в том, что империализм — это враг номер один для гренадского народа». Пришедшая к власти в 1981 году в США администрация Рональда Рейгана ответила Бишопу той же враждебностью: США отказали Гренаде в кредитах, обходили её финансовой помощью во время стихийных бедствий и настаивали, чтобы страны Карибского бассейнa и Европейского экономического сообщества избегали сотрудничества с революционным правительством и не кредитовали его. Особое беспокойство вызывало в США строительство аэропорта Пойнт-Селайнз. Там заявляли, что с этого аэродрома в случае войны советские МиГ-27 смогут нанести удары по нефтепромыслам на Тринидаде, Сент-Люсии, в Венесуэле и на Нидерландских Антильских островах.

### Убийство
Осенью 1983 года конфликт с США наложился на конфликт внутри руководства Нью-ДЖУЭЛ по некоторым вопросам идеологии и революционной тактики. 14-16 сентября состоялось внеочередное заседание ЦК, в последний день которого в адрес Бишопа были выдвинуты конкретные идеологические и организационные обвинения, за которыми последовало предложение о «совместном руководстве», при котором все государственные вопросы оставались бы в ведении М. Бишопа, а партийные – в ведении Б. Корда. Данное решение было принято 9-ю голосами при трёх воздержавшихся и 1 против, и с 19 сентября заседания ЦК проходил под председательством Корда.
В конце сентября М. Бишоп вылетел с визитом в Венгрию, Чехословакию и Кубу и 8 октября 1983 года вернулся на Гренаду, где конфликт в руководстве партии обострился, так как во время поездки Бишоп изменил своё мнение по выполнению решений, принятых ранее. Помимо этого, по Сент-Джорджесу поползли слухи, что заместитель премьер-министра Бернард Корд и его жена Филлис готовили убийство Бишопа. ЦК Нью-ДЖУЭЛ обвинил Бишопа в распространении этих слухов, 12 октября отстранил от партийного поста и поместил под домашний арест. Начались многодневные переговоры, во время которых Бишопа убеждали подчиниться решению ЦК.
Когда известие об аресте Бишопа распространилось по столице, начались массовые демонстрации в его поддержку. 18 октября казалось, что компромисс уже достигнут — вечером Бишоп дал согласие рассмотреть сделанное в этот день предложение ЦК вернуться к исполнению обязанностей премьер-министра и выработать совместную политическую линию.
Однако в 09:30 19 октября 1983 года М, Бишоп был освобождён из-под домашнего ареста 4-5-тысячной толпой сторонников во главе с Юнисоном Уайтмэном и Винсентом Ноэлом, после чего жители столицы направились к штабу Народной революционной армии в Форт-Руперте и захватили его: командир форта майор Кристофер Струд отдал солдатам приказ не стрелять. Офицеры штаба и охрана были разоружены, началась раздача оружия населению. Узнав об этом, члены ЦК Нью-ДЖУЭЛ Бернард Корд, министр национальной мобилизации Селвин Стрэчан, секретарь по делам молодёжи Дэйв Бартоломью, заместитель министра обороны и безопасности Лиэм Джеймс, оперативный командующий Народной революционной армией подполковник Эварт Лэйн, командующий армией и министр строительства генерал Хадсон Остин, посол на Кубе Леон Корнуолл, секретарь по вопросам информации канцелярии премьер-министра Колвилл Макбарнетт и капитан Джон Вентур собрались на совещание в Форт-Фредерике и приняли решение послать войска для восстановления контроля над штабом армии. На захват форта было направлено подразделение 23-летнего лейтенанта Каллистуса Бернарда, которое выполнило свою задачу, несмотря на то, что было встречено огнём из форта.
После штурма, в ходе которого, по официальным данным, погибли двое военнослужащих и неизвестное число мирных жителей), М. Бишоп и его ближайшие сторонники были схвачены солдатами. Их выстроили в ряд перед каменной стеной на главной площадке Форт-Руперта и приказали снять рубашки, после чего все 11 арестованных были расстреляны подразделением К. Бернарда. Мольбы о помощи и просьбы пощадить беременную Жаклин Крефт не были услышаны. Тела расстрелянных были тайно вывезены солдатами, сожжены и захоронены. Помимо Бишопа были расстреляны министр иностранных дел Гренады Юнисон Уайтмэн, министр образования, по делам молодёжи и по социальным вопросам Жаклин Крефт, министр жилищного строительства Норрис Бейн, профсоюзные лидеры Фицрой Бейн и Винсент Ноэл, а также Кейт Хейлинг, Эвелин Баллен, Эвелин Мэйтланд, Эвис Фергюсон и Гемма Белмар. Позднее, на судебном процессе, защита пыталась объяснить расстрел личной инициативой Бернарда и его солдат, разъярённых гибелью товарищей, однако бывший секретарь по вопросам информации канцелярии премьер-министра Колвилл Макбарнетт дал показания, что решение об убийстве Бишопа действительно было принято членами ЦК Нью-ДЖУЭЛ во время совещания в Форт-Фредерике.

## События после смерти М. Бишопа
В 15:00 19 октября генерал Х. Остин распустил правительство Гренады и сформировал Революционный военный совет. В 19:00 радио «Свободная Гренада» сообщило, что вскоре будет сделано важное объявление, а в 21:10 19 октября по радио выступил Х. Остин, который сообщил о гибели М. Бишопа и переходе власти в руки армии. Он обвинил Бишопа в организации выступления против власти, отказе от переговоров, в открыто объявленном намерении уничтожить Центральный комитет партии и командование вооружённых сил.
24 октября через аэропорт Пирлз началась эвакуация с Гренады граждан США, а на рассвете 25 октября 1983 года, около 5 часов утра этот же аэродром был захвачен вертолётным десантом армии США — началось военное вторжение США на Гренаду.
Участники событий, связанных с гибелью М. Бишопа, были арестованы и через некоторое время преданы гренадскому суду. Помимо членов ЦК Нью-ДЖУЭЛ, были обвинены руководивший расстрелом лейтенант Каллистус Бернард, капитан Лестер Рэдхэд, захваченный восставшими в Форт-Руперте, а затем участвовавший в аресте Бишопа и присутствовавший при казни, командир Форт-Руперта майор Кристофер Струд, не воспрепятствовавший расстрелу, и старший лейтенант Сесил Прайм. Бернард Корд заявлял, что не встречался с членами ЦК и узнал о смерти Бишопа, когда его, спящего, разбудили. 4 декабря 1986 года обвиняемые были приговорены к смертной казни, в 1991 году заменённой пожизненным тюремным заключением. С марта 2000 до сентября 2009 года приговоры пересматривались, постепенно все осуждённые вышли на свободу.
- Обращение генерала Хадсона Остина к народу в связи с гибелью Мориса Бишопа и созданием Революционного военного совета. Радио «Свободная Гренада», 21:00 19 октября 1983 года

## Семья
В 1966 году в Лондоне Морис Бишоп женился на медсестре Анджеле Рэдхэд (англ. Angela Redhead). В 1969 году у них родилась дочь Надя, в 1971 году — сын Джон. Однако брак Мориса и Анджелы распался, и неофициальной женой Бишопа стала Жаклин Крефт. По слухам, в декабре 1978 года у них родился сын, которого назвали Владимир Ленин Крефт. Судьба второй семьи Мориса Бишопа сложилась трагически: министр образования Жаклин Крефт погибла вместе с Бишопом, а их сын Владимир Ленин Крефт был убит в августе 1994 года в Торонто, во время драки в ночном клубе. Мать Бишопа Алимента, сёстры Морин и Энн, его первая жена Анджела и их дети пережили Мориса Бишопа.

## Память
- Резиденция премьер-министра Мориса Бишопа «Балтер-хаус» была разрушена во время вторжения армии США в октябре 1983 года. Её руины стоят до сих пор.
- В июне 1984 года сторонниками ДЖУЭЛ, Народного революционного правительства Гренады и Мориса Бишопа было создано Патриотическое движение имени Мориса Бишопа (MBPM)[47]. Оно просуществовало до 2002 года, когда последний лидер MBPM Терренс Марришоу присоединил партию к Народному лейбористскому движению Фрэнсиса Алексиса[48], который в 1980-х был решительным противником Бишопа и его режима.
- В советском флоте был танкер «Морис Бишоп» (1, 2).
- 29 мая 2009 года международный аэропорт Пойнт-Сэлайнз, в основном построенный во времена Бишопа, был переименован в Международный аэропорт имени Мориса Бишопа (англ.  Maurice Bishop International Airport (MBIA))[2].

## Сочинения
- Бишоп М. Гренада выбрала свой путь // «Проблемы мира и социализма», № 4 (284), 1982. стр.62-66
- Гренада строит новую жизнь (интервью с премьер-министром Гренады Морисом Бишопом). // Латинская Америка — 1983 — № 1
- Forward ever! Three years of the Grenadian Revolution. Speeches of Maurice Bishop. Sydney 1982.
- Selected speeches, 1979—1981. Ciudad de La Habana 1982.
- Maurice Bishop Speaks. The Grenada Revolution and Its Overthrow, 1979-83. New York 1983. ISBN 0-87348-612-9
- In nobody’s backyard. Maurice Bishop’s speeches, 1979—1983: a memorial volume, edited by Chris Searle. London 1984.